# Hiroshimafängelset
Hiroshimafängelset (japanska: 広島刑務所?, Hiroshima keimusho) är beläget i centrala Hiroshima i Japan. Majoriteten av internerna avtjänar fängelsestraff kortare än 10 år.
11 januari 2012 lyckades en fånge rymma från fängelset genom att klättra över den 5 meter höga muren som omger fängelset. Larmen vid muren var avstängda på grund av reparationsarbete och fången nyttjade byggställningarna för att ta sig över muren. Han fångades av polisen 13 januari samma år. Det var den första rymningen från ett japanskt fängelse sedan 1989.